# Князєв Кирило Леонідович
Кирило Леонідович Князєв (рос. Кирилл Леонидович Князев; 9 червня 1983, м. Іжевськ, СРСР) — російський хокеїст, лівий нападник. Виступає за «Динамо» (Москва) у Континентальній хокейній лізі.  
Вихованець хокейної школи «Іжсталь» (Іжевськ). Виступав за «Іжсталь» (Іжевськ), «Салават Юлаєв» (Уфа), «Юність» (Мінськ), «Торос» (Нефтекамськ), «Спартак» (Москва), «Ак Барс» (Казань), «Нафтохімік» (Нижньокамськ).
У складі національної збірної Росії учасник EHT 2011. 
Досягнення
- Володар кубка Гагаріна (2013)
- Чемпіон Білорусі (2006).